# Leftéris Kakioúsis
 (août 2025).
Si vous disposez d'ouvrages ou d'articles de référence ou si vous connaissez des sites web de qualité traitant du thème abordé ici, merci de compléter l'article en donnant les références utiles à sa vérifiabilité et en les liant à la section « Notes et références ».
Elefthérios « Leftéris » Kakioúsis (en grec : Ελευθέριος «Λευτέρης» Κακιούσης), né le 7 juin 1968 à Salonique, en Grèce, est un joueur et entraîneur grec de basket-ball. Il évolue au poste de meneur. 